# 1971年世界女子ハンドボール選手権
1971年世界女子ハンドボール選手権はオランダで1971年に開催された第4回世界女子ハンドボール選手権である。東ドイツ代表が初優勝した。

## 最終順位
|   | 東ドイツ       |
|   | ユーゴスラビア |
|   | ハンガリー     |
| 4 | ルーマニア     |
| 5 | 西ドイツ       |
| 6 | デンマーク     |
| 7 | ノルウェー     |
| 8 | オランダ       |
| 9 | 日本           |